# 브루 너 보너

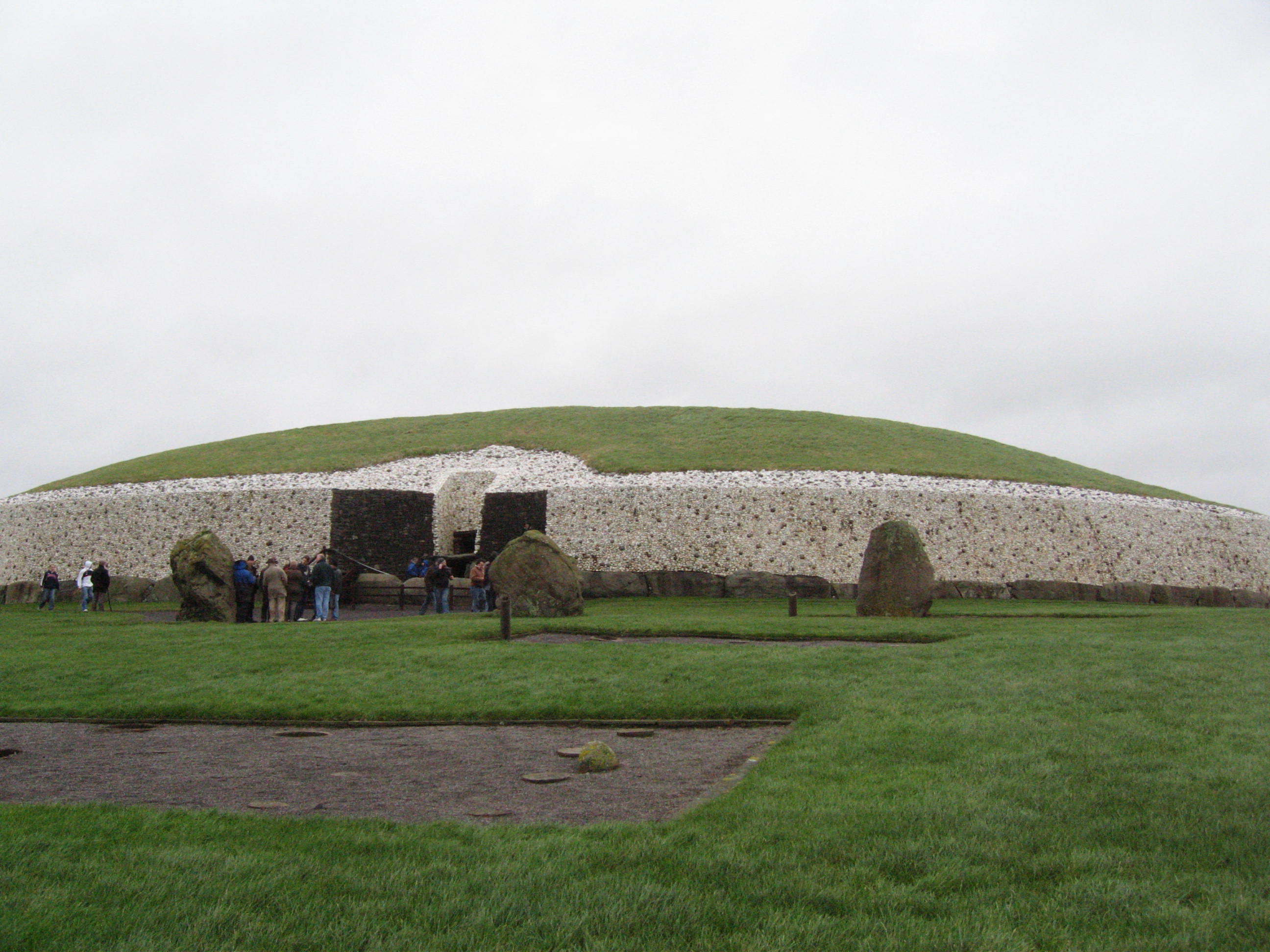
뉴그레인지 고분.

브루 너 보너(아일랜드어: Brú na Bóinne [ˈbˠɾˠuː n̪ˠə ˈbˠoːn̪ʲə])는 아일랜드 미스주에 있는 고분군이다. 유럽의 신석기 시대 거석기념물 중 가장 크고 가장 중요한 유적 중 하나이다. 1993년 유네스코 세계유산으로 지정되었다. 세계유산에 등록된 이름은 보인 굴곡부의 고고 유적군(Archaeological Ensemble of the Bend of the Boyne)이다. 석실분, 선돌, 헨지 등의 유적들이 산재해 있으며, 만들어진 시기는 기원전 35세기 - 기원전 32세기경으로 이집트의 피라미드보다도 앞선다.

## 위치
미스주 드로이다에서 서쪽으로 8 킬로미터 떨어진 지점, 보인 강이 굽어치는 유역에 위치해 있다. 수도 더블린에서는 북쪽으로 40 킬로미터 떨어져 있다.
브루 너 보너는 남쪽, 서쪽, 북쪽이 보인 강으로 둘러싸여 있다. 또한 보인 강의 지류인 마톡 강이 북쪽으로 흐르기에 사면이 모두 물로 둘러싸여 있다고 볼 수 있다.

## 상세
이 일대는 최소 6,000년 이상 인간 거주 중심지였으나, 주요 건축물들은 약 5,000년 전 신석기 시대에 지어졌다.
브루 너 보너 유적은 신석기 시대(기원전 35세기에서 기원전 32세기 사이)의 봉분, 연도분, 선돌, 환상열석들이 산재해 있는 복합유적이다. 이집트의 대피라미드보다 연대가 앞서며, 그 건설자들은 천문학에 상당한 조예가 있었음이 틀림없다. 동짓날 햇빛이 들어차는 뉴그레인지 연도분이 그 사실을 뒷받침하는 가장 두드러지는 증거다. 다우스 역시 동지점에, 나우스는 춘분점과 추분점에 태양광이 석실에 들어차는 등, 세 개의 중심 거석기념물은 모두 고천문학적 중요성을 지니고 있다. "브루 너 보너"는 보인 강가의 궁전 또는 저택이라는 뜻이나, 대개 영어로 "보인 굴곡부(Bend of the Boyne)"로 칭해진다. 이 유적을 지은 문화를 보인 문화라고 한다.
유적의 면적은 780 헥타르(1,927 에이커)이며 연도분만 40여 기가 소재한다. 대다수의 거석기념물이 강의 북안에 집중되어 있다. 유적에서 가장 유명한 기념물은 뉴그레인지, 나우스, 다우스 연도분들이다. 이 연도분들은 모두 거석미술로 잘 알려져 있다. 나우스와 뉴그레인지는 기존의 거석기념물을 헐어서 그 석재를 재활용한 것으로 보인다. 보인 굴곡부에서 가장 중심이 되는 기념물은 뉴그레인지다. 십자형 석실을 품고 있는 뉴그레인지의 지름은 100 미터를 넘어서며, 나우스와 다우스도 이에 필적한다. 이 유적지에서 거석기념물들 이전에 어떤 활동이 있었는지 가늠할 만한 증거는 남아있는 것이 없고, 다만 중석기 시대의 수렵민들의 부싯돌 도구 정도만 발견된다.
기원전 3,300년경부터 연도분들이 건설되기 시작하여 기원전 2,900년경에 건설이 중단되었다. 그 뒤로도 거주지 및 신앙중심지로 계속 사용되다가, 청동기 시대 초기에 방죽, 구덩이, 나무기둥을 원형으로 배치하는 기념물들(이를 집합적으로 "헨지"라 한다)이 건설되었다. 청동기 시대 후기의 유물은 상대적으로 눈에 띄지 않으며 석관과 불탄 봉분만 약간 발견된다. 철기 시대에는 나우스와 로스나리 근처에 매장이 이루어지는 등 산발적인 활동의 증거만 발견된다. 이후 로마 시대의 주화나 보석 등 귀중품이 뉴그레인지 근교에서 봉납품으로 발견된다.

## 관광
뉴그레인지와 나우스는 가이드 관광을 통해서만 접근할 수 있다. 1997년 미스 주 도노르에 개장한 브루 너 보너 방문센터가 관광 창구다. 방문센터는 보인 강 남안에 있으며, 유적지는 북안에 있기에 가이드와 함께 걸어서 다리를 건너 유적을 탐사하게 된다.

## 사진

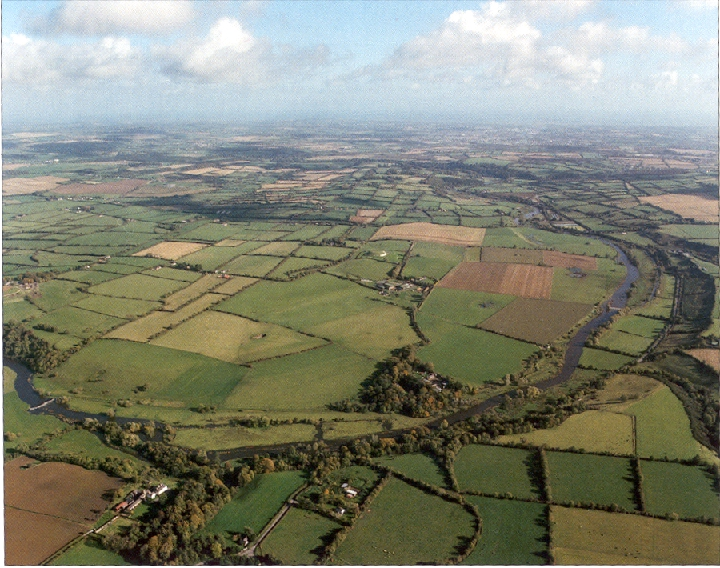
항공사진
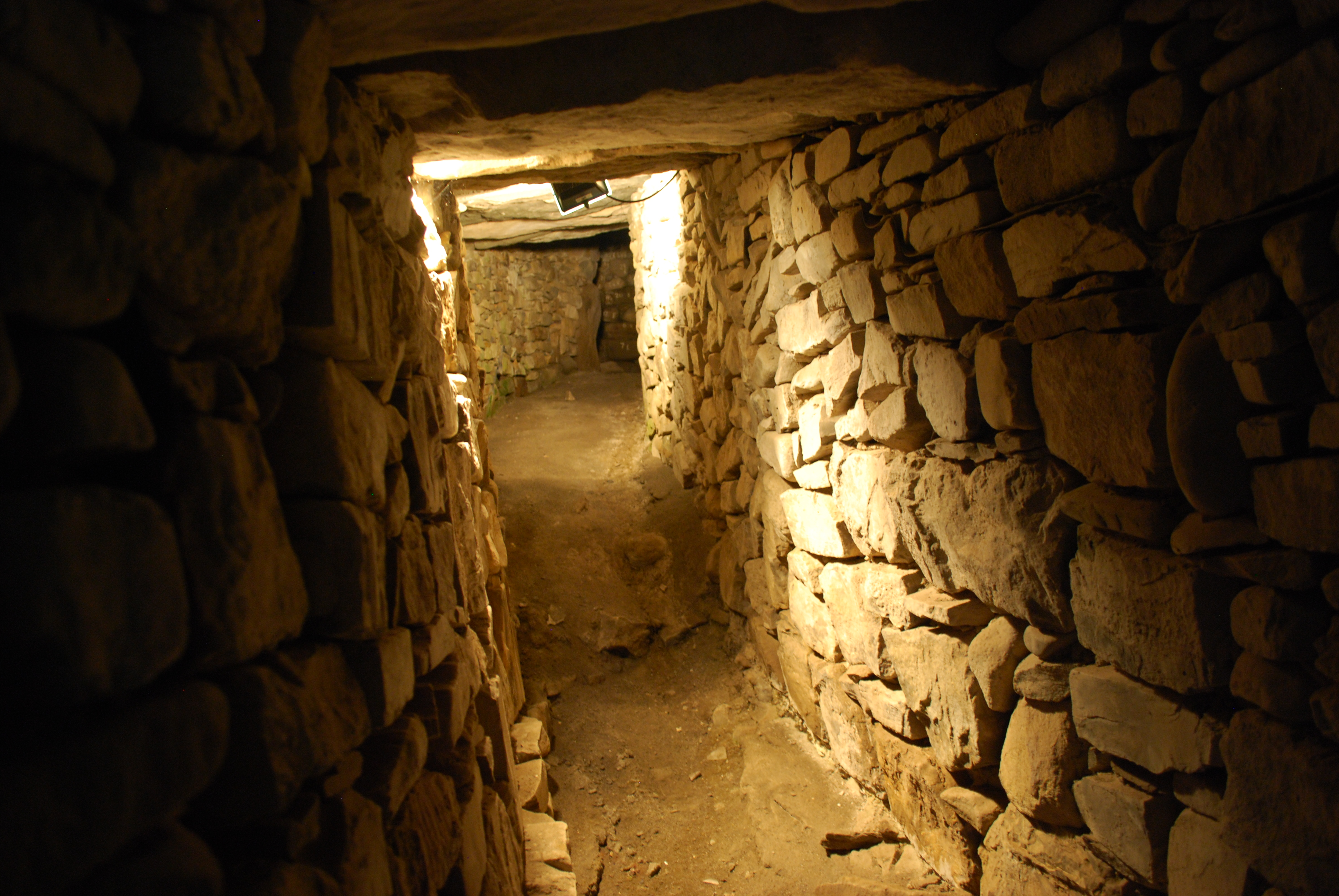
나우스 연도분 내부
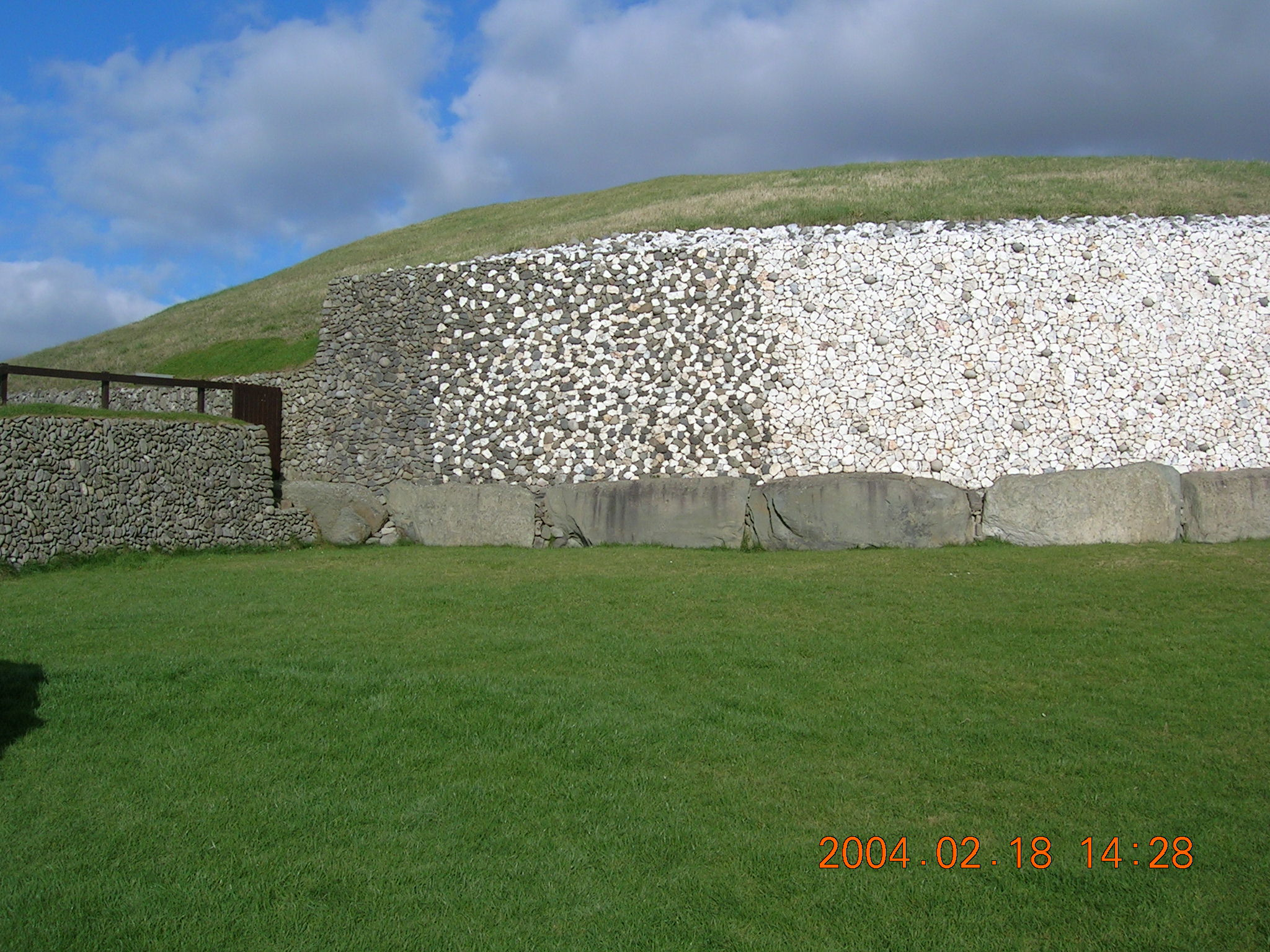
뉴그레인지 연도분 외관
뉴그레인지 연도분

## 같이 보기
- 나라별 고천문학 유적지 목록